# Diamphidia
Genre
Diamphidia est un genre de coléoptères d'Afrique de la famille des Chrysomelidae (Chrysomèles) et de la sous-famille des Galerucinae. Les larves et les pupes de ce genre produisent une toxine (diamphotoxine) que les indigènes bochimans utilisent comme poison pour leurs flèches. Ce genre a été défini pour la première fois par l'entomologiste allemand Adolph Gerstaecker en 1855.

## Liste des espèces
Selon NCBI (6 mai 2024) :
- Diamphidia femoralis
- Diamphidia nigroornata
- Diamphidia vittatipennis